# Lauro Barcellos
Lauro Perelló Barcellos, (16 de agosto de 1956) é um oceanógrafo, museólogo e ecólogo brasileiro
.

## Formação acadêmica
Graduou-se em Oceanologia na Fundação Universidade do Rio Grande e desde 1974 trabalha no Museu Oceanográfico  desta Universidade. Estudou Ecologia bentônica na Duke University, Estados Unidos da América e Oceanografia e Museologia no Natur-Museum Senckenberg, em Frankfurt Alemanha. Em 1991 assumiu o cargo de diretor do Complexo de Museus da Fundação Universidade Federal do Rio Grande (FURG). Tendo fundado em 1997 o Museu Antártico, em 1999 o Eco-Museu da Ilha da Pólvora e em 2007 o Museu Náutico. Em 2008 fundou o Centro de Convívio dos Meninos do Mar (CCMar), uma escola pré-profissionalizante para jovens em risco social. Escreveu junto dos pesquisadores César Cordazzo e Ulrich Seeliger o livro "Areias do Albardão, um Guia Ecológico Ilustrado do Litoral no Extremo Sul do Brasil" pela editora Ecoscientia.
Por seus inúmeros trabalhos visando a proteção ao meio ambiente, divulgação da oceanologia e conservação da memória náutica da comunidade recebeu da Marinha do Brasil a Medalha de Mérito Naval e é Comendador da Ordem de Silva Paes. No documentário "Litoral Selvagem" foi considerado o "guardião do litoral sul", pelo extensivo trabalho de monitoramento da praia e resgate de fauna marinha junto da equipe do Centro de Recuperação de animais marinhos, localizado no Museu Oceanográfico.